# Аттенюатор
Аттенюа́тор (фр. attenuer — смягчить, ослабить) — устройство для плавного, ступенчатого или фиксированного понижения интенсивности электрических или электромагнитных колебаний, как средство измерений является мерой ослабления электромагнитного сигнала, но также его можно рассматривать и как измерительный преобразователь. ГОСТ 28324-89 определяет аттенюатор как элемент для снижения уровня сигналов, обеспечивающий фиксированное или регулируемое затухание.
Коэффициент передачи идеального аттенюатора как четырёхполюсника имеет не зависящую от частоты АЧХ, значение которой меньше единицы, и линейную ФЧХ.

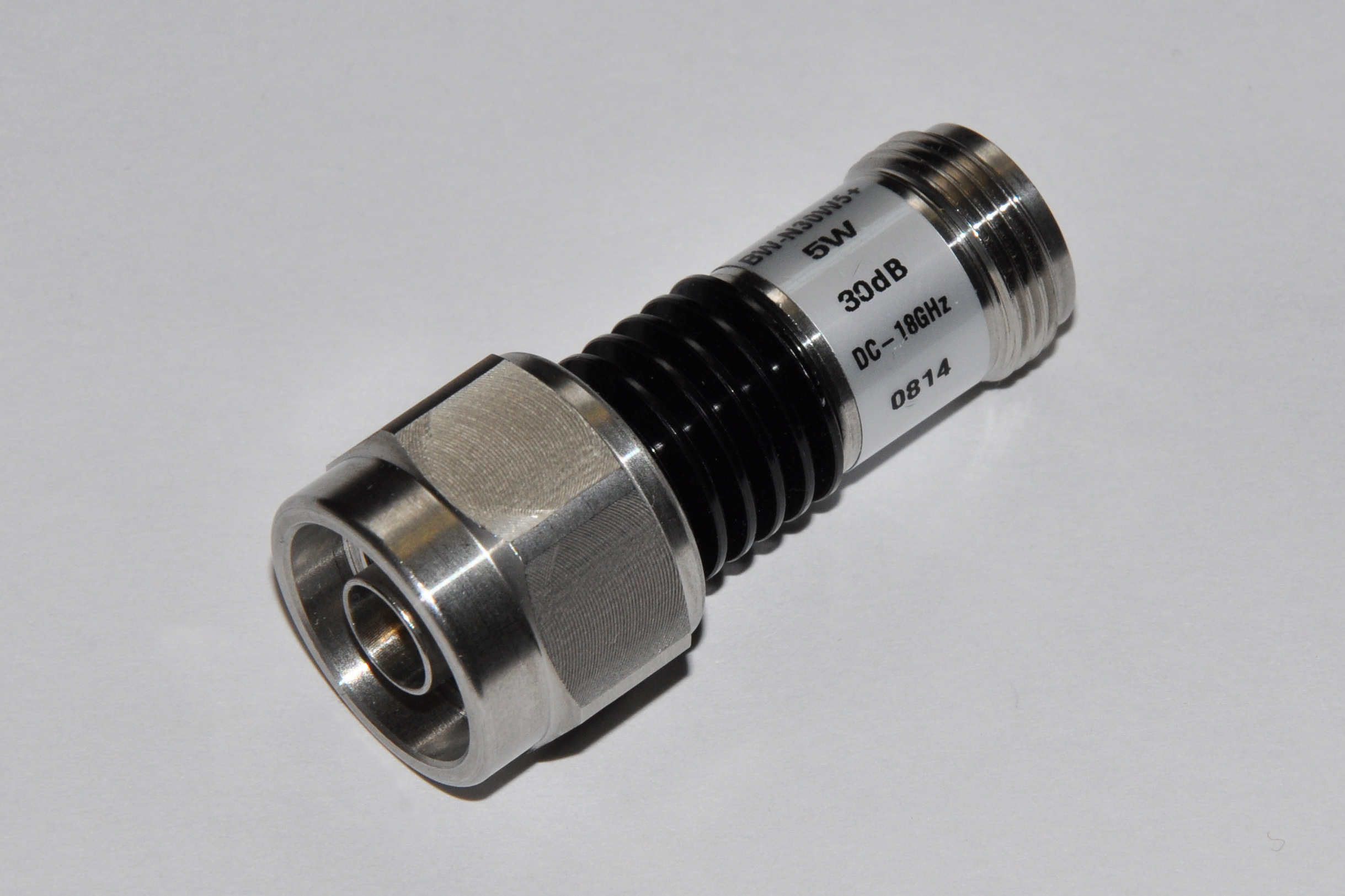
РЧ-аттенюатор на 30 дБ 5 Вт, DC 18 ГГц, с коаксиальными разъёмами N-типа

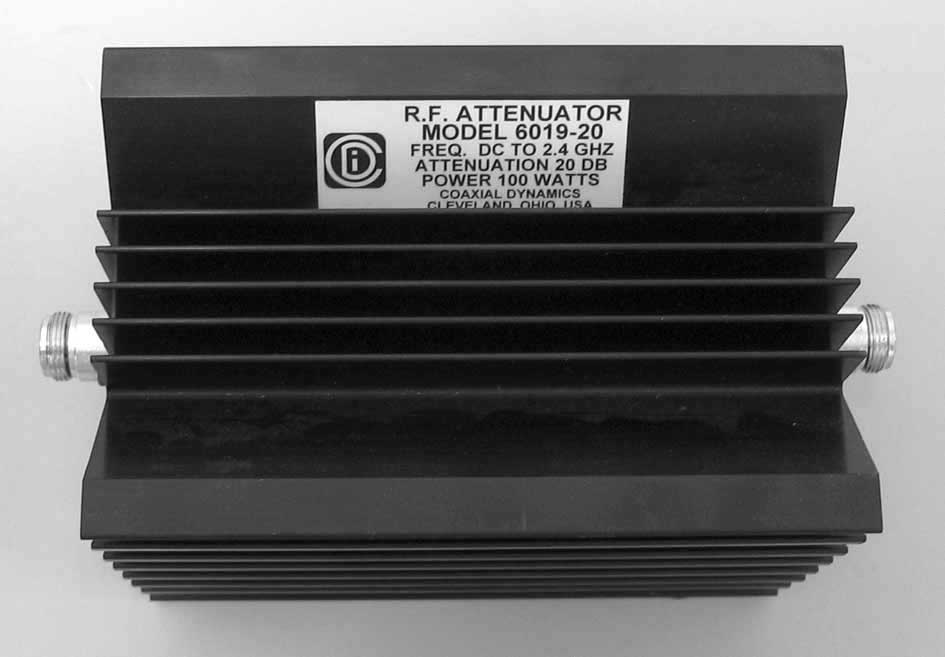
Широкополосный (0 Гц — 2,4 ГГц) аттенюатор мощностью до 100 Вт для измерения параметров радиопередатчиков

Аттенюатор — это электронное устройство, которое уменьшает амплитуду или мощность сигнала без существенного искажения его формы.
С практической точки зрения аттенюатор можно рассматривать как противоположность усилителя, хотя эти устройства имеют различные принципы работы. В то время как усилитель обеспечивает усиление сигнала, аттенюатор обеспечивает его ослабление.
Аттенюаторы — это, как правило, пассивные устройства, сделанные из сетей простых делителей напряжения. Переключение между различными сопротивлениями формирует регулируемые ступенчатые и плавно регулируемые аттенюаторы, использующие потенциометры. Для более высоких частот используются тщательно подстроенные резистивные схемы для снижения коэффициента стоячей волны (КСВ).
Аттенюаторы с фиксированным ослаблением используются для уменьшения напряжения, рассеивания мощности и улучшения согласования с линиями. При измерении сигналов используются промежуточные аттенюаторы или адаптеры для снижения амплитуды до нужного уровня с целью измерения, а также для защиты измерительного прибора от чрезмерных уровней сигнала, которые могут повредить его. Аттенюаторы также используются для «подгонки» под сопротивление за счёт непосредственного снижения КСВ.

## Классификация и обозначения

### Классификация
- По набору воспроизводимых значений — фиксированные, ступенчатые (в том числе программируемые) и плавные (в том числе электрически управляемые)
- По диапазону частот — радиоизмерительные и оптические
- По способу подключения — коаксиальные, волноводные и волоконно-оптические
- Радиоизмерительные делятся по принципу действия на резисторные, ёмкостные, поляризационные, предельные и поглощающие

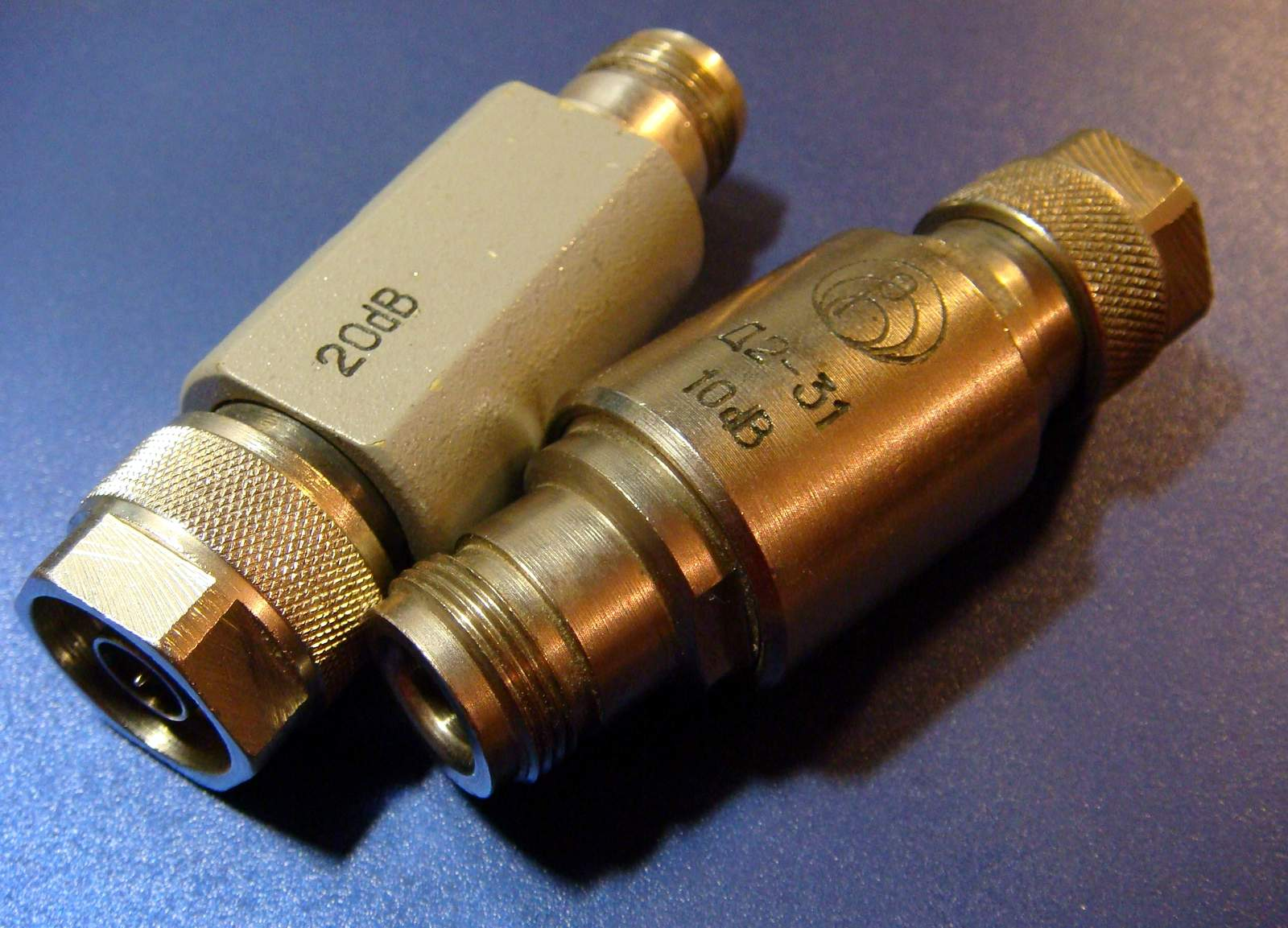
Аттенюаторы Д2-32 и Д2-31 из комплекта измерительного прибора для коаксиального тракта с каналом 7/3 мм (50 Ом)

### Обозначения по ГОСТ 15094
- Д1-хх — установки для поверки аттенюаторов и эталонные аттенюаторы радиодиапазона
- Д2-хх — резисторные и ёмкостные аттенюаторы
- Д3-хх — поляризационные аттенюаторы
- Д4-хх — предельные аттенюаторы
- Д5-хх — поглощающие аттенюаторы
- Д6-хх — электрически управляемые аттенюаторы
- ОД1- хх — оптические эталонные аттенюаторы

## Аттенюаторы радиодиапазона

### Резисторные и ёмкостные аттенюаторы

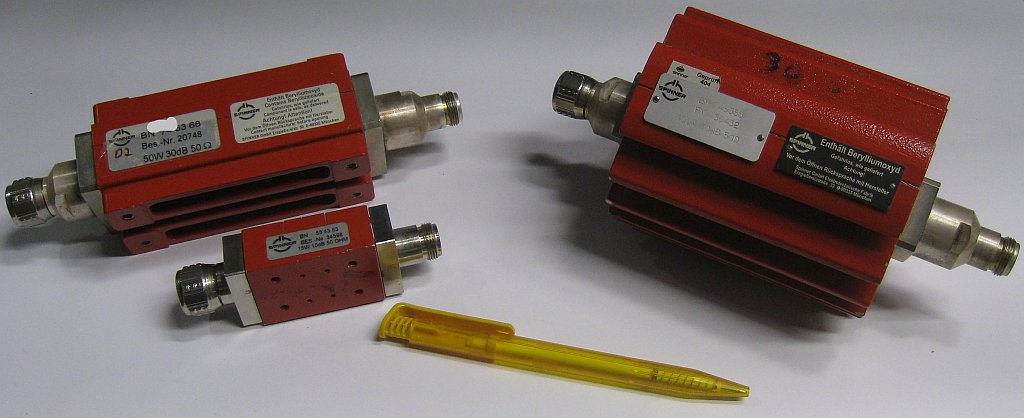
Аттенюаторы разной мощности

Сигнал в резисторных и ёмкостных аттенюаторах ослабляется с помощью соответственно резистивного или ёмкостного делителя.
- Назначение: аттенюаторы высокой точности, как правило, низкочастотные.
- Примеры: Д1-13А, Д2-14.

### Поляризационные аттенюаторы
Поляризационный аттенюатор представляет собой отрезок волновода круглого сечения с помещённой внутри поглощающей пластиной, угол поворота которой относительно направления поляризации сигнала можно менять.
- Назначение: точный аттенюатор в СВЧ цепях.
- Примеры: Д3-27, Д3-33А, Д3-19, Д3-38, Д3-36, АП-19, АП-20.

### Предельные аттенюаторы

Аттенюатор Д4-3

Принцип действия предельных аттенюаторов основан на затухании электромагнитных волн внутри волновода при длине волны больше критической.
- Назначение: относительно узкополосные аттенюаторы средней точности дециметрового диапазона.
- Примеры: Д4-3.

### Поглощающие аттенюаторы

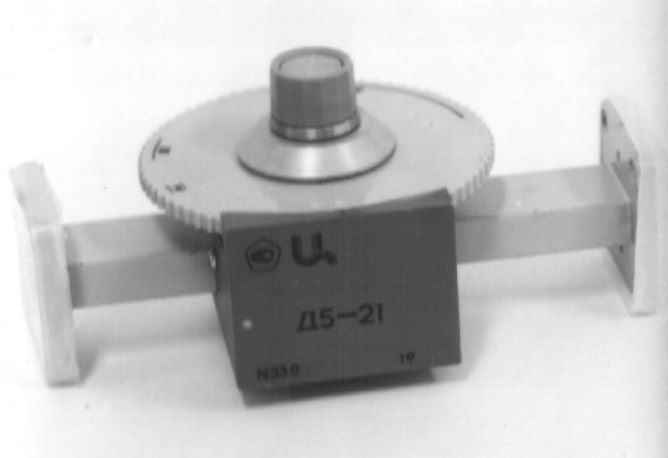
Аттенюатор Д5-21

Принцип действия поглощающего аттенюатора основан на затухании электромагнитных волн в поглощающих материалах.
- Назначение: развязывающие аттенюаторы в СВЧ измерениях.
- Примеры: Д5-20, Д5-21, АР-06, АР-07, АР-15.

### Основные нормируемые характеристики радиоизмерительных аттенюаторов
- Диапазон рабочих частот
- Номинальное значение ослабления или диапазон значений
- Допустимые погрешности в диапазоне рабочих частот
- Коэффициент стоячей волны по входу и выходу
- Максимальная поглощаемая мощность

## Оптические аттенюаторы

### Принцип действия оптических аттенюаторов
Работа оптического аттенюатора основана на изменении оптических потерь при введении между торцами световодов поглощающих фильтров. Для согласования излучающего и приёмного торцов световодов применяются согласующие узлы, коллимирующие и фокусирующие излучение.
- Назначение: для внесения в световодные системы заданного и регулируемого затухания.
- Примеры: ОД1-20, АОИ-3, FOD-5419.

### Основные нормируемые характеристики оптических аттенюаторов
- Диапазон регулировки ослабления
- Диапазон длин волн
- Погрешность установки коэффициента ослабления
- Погрешность импеданса

## Схемы аттенюаторов

Схема несбалансированного аттенюатора П-типа

Схема сбалансированного аттенюатора П-типа

Схема несбалансированного аттенюатора Т-типа

Схема сбалансированного аттенюатора Т-типа

Основные схемы, используемые в аттенюаторах, это схемы П-типа и T-типа. Они могут быть несбалансированными или сбалансированными по схеме, в зависимости от линии, с которой они будут использоваться, несбалансированной или сбалансированной. Например, аттенюаторы, используемые с коаксиальными линиями, должны быть несбалансированными, в то время как аттенюаторы для работы с витой парой должны быть сбалансированными.
На рисунках приведены четыре основные схемы аттенюаторов. Так как схема аттенюатора состоит исключительно из пассивных резистивных элементов, то она линейна и обратима. Если схема также симметрична относительно вертикальной оси (так обычно бывает, если требуется, чтобы входные и выходные сопротивления, Z1 и Z2, были равны), то входные и выходные порты не отличаются, но принято левую и правую стороны схемы называть входом и выходом, соответственно.

## Характеристики аттенюатора

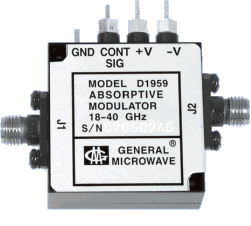
Микроволновый РЧ аттенюатор

Основные характеристики аттенюаторов:
- Затухание, выражаемое в децибелах. Аттенюатор с затуханием 3 дБ снижает мощность на выходе до половины от входной, 6 дБ — до 1/4, 10 дБ — до 1/10, 20дБ — до одной сотой, 30 дБ — до одной тысячной и так далее.
- Частотный диапазон, например, 0-18 ГГц
- Рассеиваемая мощность, зависящая от массы и площади поверхности резистивного материала, а также от возможных рёбер охлаждения.
- КСВ  (коэффициент стоячей волны) по входу и выходу.
- Точность.
- Повторяемость.

## Радиочастотные аттенюаторы
Радиочастотные аттенюаторы (РЧ), как правило, являются коаксиальными с согласованными разъёмами в качестве портов, и коаксиальной, микрополосковой или тонкоплёночной внутренней структурой. Для СВЧ требуется волновод специальной структуры.
Важные характеристики для таких аттенюаторов: точность, низкий КСВ, плоская АЧХ, повторяемость.
Размер и форма аттенюатора зависят от его способности рассеивать мощность. РЧ аттенюаторы используются в качестве нагрузки и, как известно, затухания и защиты рассеиваемой мощности при измерении радиочастотных сигналов.

## Аудио-аттенюаторы
Линейный аттенюатор в предусилителе или аттенюатор мощности после усилителя мощности использует электрическое сопротивление для уменьшения амплитуды сигнала, передаваемой на динамический громкоговоритель, уменьшая уровень громкости на выходе. Линейный аттенюатор имеет меньшую мощность, такую как, например, 0,5-ваттный потенциометр или делитель напряжения и управляет уровнями сигналов предусилителя, в то время как аттенюатор мощности имеет более высокую максимально допустимую мощность, такую как 10 ватт и более, и включается между усилителем и громкоговорителем.

## Номиналы компонентов для схем сопротивления и аттенюаторов
Этот раздел касается П-, Т-, Г-образных схем, выполненных на резисторах и имеющих на каждом порту нереактивное сопротивление, то есть параметр сопротивления вещественное число.
- Все сопротивления, токи, напряжения и двухпортовые параметры будут считаться вещественными. Для практического применения это предположение допустимо.
- Схема предназначена для определённого сопротивления нагрузки, ZLoad, и, в особенности, для определённого сопротивления источника, Zs.

- Сопротивление на входном порту будет ZS, если выходной порт оканчивается ZLoad.
- Сопротивление на входном порту будет ZLoad, если выходной порт оканчивается ZS.

### Характеристика данных для расчёта компонентов аттенюатора

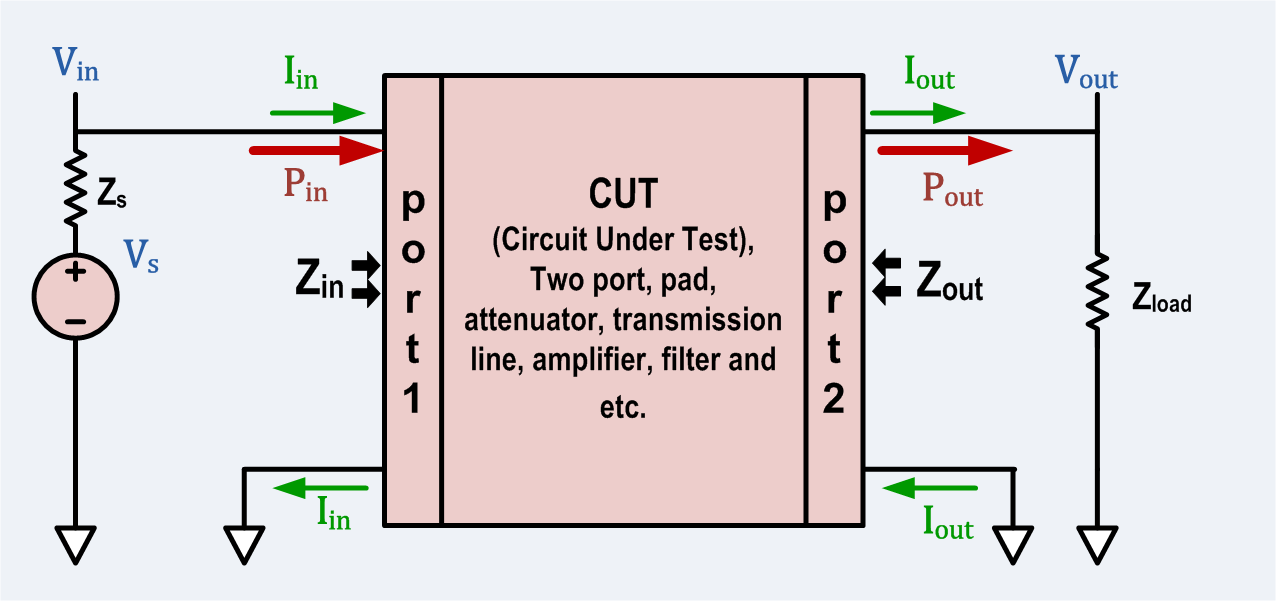
Эта схема используется в общем случае, все Т-образные схемы, все П-образные схемы и Г-образные схемы, когда внутреннее сопротивление источника больше или равно сопротивлению нагрузки

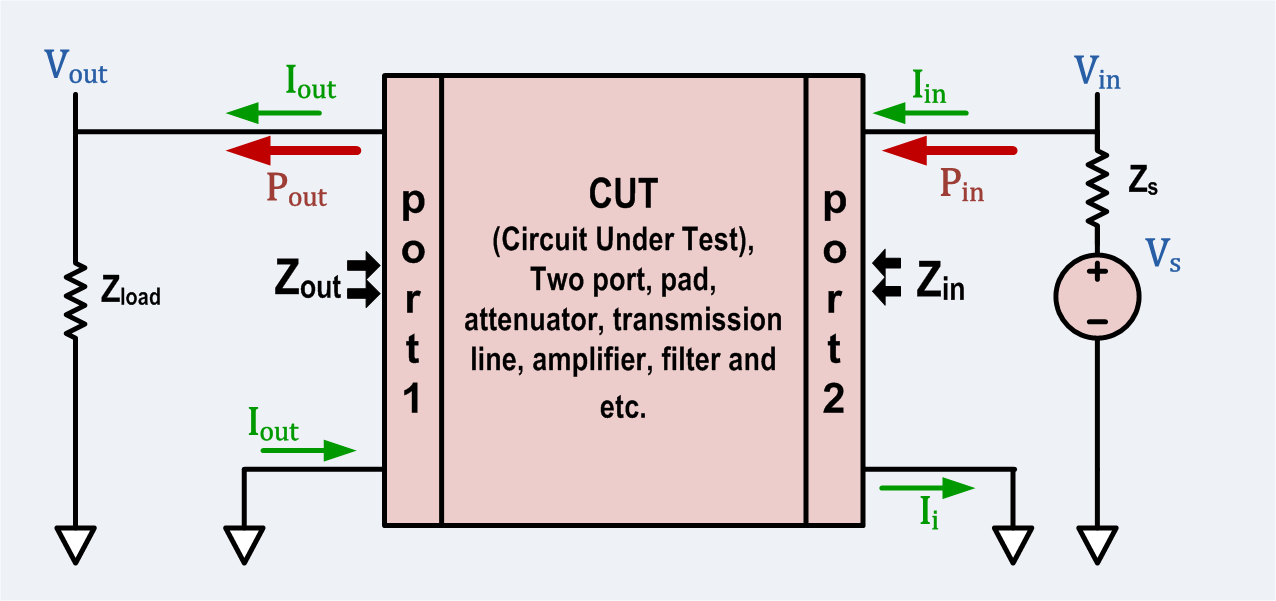
Г-образная схема вычислений предполагает, что порт 1 имеет самое высокое сопротивление. Если выходной порт оказывает высокое сопротивление, то используют этот показатель

Уникальные обозначения для Т, П и Г-образных схем

Аттенюатор с двумя портами, как правило, двунаправленный. Однако в этом разделе он будет рассматриваться, как однонаправленный. В целом любым из двух приведённых выше рисунков будут предполагаться в большинстве случаев. В случае Г-образной схемы, правый рисунок будет использоваться, если сопротивление нагрузки будет больше, чем внутренне сопротивление источника.
Резистору в каждой схеме дано уникальное позиционное обозначение для исключения путаницы.
Вычисление значения компонента Г-образной схемы предполагает, что сопротивление для порта 1 (слева) равно или выше, чем сопротивление для порта 2.

### Используемые термины
- Схема включает в себя Pi, Т, L-образные схемы, аттенюатор с двумя портами.
- Двухпортовый аттенюатор включают в себя Pi, Т, L-образные схемы.
- Входной разъём означает входной разъём двухпортового аттенюатора.
- Выходной разъём означает выходной разъём двухпортового аттенюатора.
- Симметричный означает случай, когда источник и нагрузка имеют равные сопротивления.
- Потеря означает отношение мощности, поступающей на входной разъём аттенюатора, к мощности, рассеиваемой на нагрузке.
- Вносимые потери означают отношение мощности, подведённой к нагрузке, если бы нагрузка была непосредственно связана с источником, и мощности, потребляемой нагрузкой при подключении через аттенюатор.

### Используемые символы
Пассивные, активные схемы и аттенюаторы являются двунаправленными с двумя портами, но в этом разделе они будут рассматриваться как однонаправленные.
- ZS = выходное сопротивление источника.
- ZLoad = входное сопротивление нагрузки.
- Zin = сопротивление на входном порту, когда ZLoad подключено к выходному порту. Zin — функция сопротивления нагрузки.
- Zout = сопротивление на выходном порту, когда Zs подключено ко входному порту. Zout -функция сопротивления источника.
- Vs = напряжение холостого хода.
- Vin = напряжение, приложенное ко входу на источник.
- Vout = напряжение, приложенное к нагрузке на выходной порт.
- Iin = ток, поступающий на вход порта от источника.
- Iout = ток, поступающий на нагрузку от выходного порта.
- Pin = Vin Iin = мощность, поступающая на вход порта от источника.

Pout = Vout Iout = мощность, потребляемая нагрузкой от выходного порта.
- Pdirect = мощность, которая употребится нагрузкой, если нагрузка была бы подключена непосредственно к источнику.
- Lpad = 10 log10 (Pin / Pout) всегда. И, если Zs = ZLoad , тогда и Lpad = 20 log10 (Vin / Vout). Обратите внимание, как определено, Loss ≥ 0 дБ
- Linsertion = 10 log10 (Pdirect / Pout). И, если Zs = ZLoad, тогда Linsertion = Lpad.
- Loss ≡ Lpad. Loss определено как Lpad.

### Расчёт симметричного Т-образного аттенюатора
{\displaystyle A=10^{-Loss/20}\qquad R_{a}=R_{b}=Z_{S}{\frac {1-A}{1+A}}\qquad R_{c}={\frac {Z_{s}^{2}-R_{b}^{2}}{2R_{b}}}\qquad }

### Расчёт симметричного П-образного аттенюатора
{\displaystyle A=10^{-Loss/20}\qquad R_{x}=R_{y}=Z_{S}{\frac {1+A}{1-A}}\qquad R_{z}={\frac {2R_{x}}{\left({\frac {R_{x}}{Z_{o}ut}}\right)^{2}-1}}]\qquad \ }

### Расчёт Г-образного резистора для подстройки сопротивления
Если источник и нагрузка являются резистивными (например, Z1 и Z2 имеют нулевую или очень маленькую мнимую часть), то L-образный резистор может быть использован, для соответствия их друг к другу. Как видно, обе стороны резистора могут быть источником и нагрузкой, но сторона Z1 должна иметь наибольшее сопротивление.
{\displaystyle R_{q}={\frac {Z_{m}}{\sqrt {\rho -1}}}\qquad R_{p}=Z_{m}{\sqrt {\rho -1}}\qquad Loss=20\log _{10}\left({\sqrt {\rho -1}}+{\sqrt {\rho }}\quad \right)\quad {\text{where}}\quad \rho ={\frac {Z_{1}}{Z_{2}}}\quad Z_{m}={\sqrt {Z_{1}Z_{2}}}{\text{   }}\ }
Большие положительные значения означают более высокие потери. Потеря является монотонной функцией сопротивления. Более высокие значения сопротивления требуют более высоких потерь.

### Преобразование Т-образного резистора в П-образный резистор
Это преобразование треугольник-звезда
{\displaystyle R_{z}={\frac {R_{a}R_{b}+R_{a}R_{c}+R_{b}R_{c}}{R_{c}}}\qquad R_{x}={\frac {R_{a}R_{b}+R_{a}R_{c}+R_{b}R_{c}}{R_{b}}}\qquad R_{y}={\frac {R_{a}R_{b}+R_{a}R_{c}+R_{b}R_{c}}{R_{a}}}.\qquad \ }

### Преобразование П-образного резистора в Т-образный резистор
{\displaystyle R_{c}={\frac {R_{x}R_{y}}{R_{x}+R_{y}+R_{z}}}\qquad R_{a}={\frac {R_{z}R_{x}}{R_{x}+R_{y}+R_{z}}}\qquad R_{b}={\frac {R_{z}R_{y}}{R_{x}+R_{y}+R_{z}}}\qquad \ }

### Преобразование между резистором с двумя портами и схемой

#### Т-образная схема для параметров сопротивления
Параметры сопротивления на пассивном резисторе с двумя портами
{\displaystyle V_{1}=Z_{11}I_{1}+Z_{12}I_{2}\qquad V_{2}=Z_{21}I_{1}+Z_{22}I_{2}\qquad {\text{with}}\qquad Z_{12}=Z_{21}\ }
Всегда возможно представлять резистивную t-схему как схему с двумя портами. Представим следующим образом особенно простые параметры использования сопротивления:
{\displaystyle Z_{21}=R_{c}\qquad Z_{11}=R_{c}+R_{a}\qquad Z_{22}=R_{c}+R_{b}\ }

#### Параметры сопротивления Т-схемы
Предыдущие уравнения легко обратимы, но если потеря будет недостаточной, то у некоторых компонентов t-схемы будут отрицательные сопротивления.
{\displaystyle R_{c}=Z_{21}\qquad R_{a}=Z_{11}-Z_{21}\qquad R_{b}=Z_{22}-Z_{21}\ }

#### Параметры входа в П-образную схему
Эти предыдущие параметры T-схемы могут быть алгебраически преобразованы в параметры П-схемы.
{\displaystyle R_{z}={\frac {Z_{11}Z_{22}-Z_{21}^{2}}{Z_{21}}}\qquad R_{x}={\frac {Z_{11}Z_{22}-Z_{21}^{2}}{Z_{22}-Z_{21}}}\qquad R_{y}={\frac {Z_{11}Z_{22}-Z_{21}^{2}}{Z_{11}-Z_{21}}}\qquad }

#### Входные параметры в П-образной схеме
Предыдущие уравнения легко обратимые, но если потеря будет недостаточной, то у некоторых компонентов схемы будут отрицательные сопротивления.
{\displaystyle R_{z}={\frac {1}{Y_{21}}}\qquad R_{x}={\frac {1}{Y_{11}-Y_{21}}}\qquad R_{y}={\frac {1}{Y_{22}-Y_{21}}}\ }

### Общий случай, определяющий параметры сопротивления исходя из требований
Поскольку схема полностью выполнена на резисторах, у неё должны быть определённые минимальные потери, чтобы соответствовать источнику и загрузке, если они не равны.
Минимальные потери задаются как:
{\displaystyle Loss_{min}=20\log _{10}\left({\sqrt {\rho -1}}+{\sqrt {\rho }}\right)\,\quad {\text{where}}\quad \rho ={\frac {\max[Z_{S},Z_{Load}]}{\min[Z_{S},Z_{Load}]}}\ }
Несмотря на пассивное соответствие два порта могут иметь меньше потерь, если они не будут преобразоваться в резистивный аттенюатор.
{\displaystyle A=10^{-Loss/20}\qquad Z_{11}=Z_{S}{\frac {1+A^{2}}{1-A^{2}}}\qquad Z_{22}=Z_{Load}{\frac {1+A^{2}}{1-A^{2}}}\qquad Z_{21}=2{\frac {A{\sqrt {Z_{S}Z_{Load}}}}{1-A^{2}}}\ }
Как только эти параметры будут определены, они смогут быть реализованы как T или П-образная схема как описано выше.

## Применение
Аттенюаторы используются в тех случаях, когда необходимо ослабить сильный сигнал до приемлемого уровня, например, во избежание перегрузки входа какого-либо прибора чрезмерно мощным сигналом. Полезным побочным эффектом является то, что использование аттенюатора между линией и нагрузкой улучшает коэффициент бегущей волны и коэффициент стоячей волны в подводящей линии в случае, когда нагрузка плохо согласована с линией.
Энергия входного сигнала, не поступившая на выход, преобразуется в тепло, как в оптическом, так и в электрическом аттенюаторе. Поэтому мощные аттенюаторы конструктивно должны предусматривать охлаждение.
В простейшем случае электрический аттенюатор строится на основе резисторов.